# 塩化ストロンチウム
塩化ストロンチウム（えんかストロンチウム、Strontium chloride）は、ストロンチウムと塩素からなる塩である。組成式は SrCl2。イオン性で、水によく溶ける。エチレングリコールにも水と同じ程度溶け、エタノールにも可溶。その毒性は塩化カルシウムよりも高く、塩化バリウムよりも低い。 明るい赤色の炎色反応を示す。無水物は無色の立方晶系の結晶で、結晶構造は蛍石型、格子定数は0.69767nmである。ほか、一、二、六水和物が知られ、無水物を含めていずれも潮解性がある。六水和物は室温で安定な無色の斜方晶系の結晶である。六水和物を加熱してゆくと、61.4℃で水を放出して二水和物になり、さらに約100℃で一水和物、約150℃で無水物となる。

## 化学的性質
塩化ストロンチウムは典型的なイオン性の金属塩で、クロム酸ストロンチウム（ストロンチウムクロメート、黄色顔料）などの他のストロンチウム化合物の原料として用いられる。
{\displaystyle {\ce {SrCl2(aq)\ + Na2CrO4(aq) -> SrCrO4(s)\ + 2 NaCl(aq)}}}
塩化ストロンチウムは単塩で、水溶液はほぼ中性である。

## 合成
塩化ストロンチウムは、水酸化ストロンチウムもしくは炭酸ストロンチウムを塩酸と反応させれば得られる。
{\displaystyle {\ce {Sr(OH)2(aq)\ + 2 HCl(aq) -> SrCl2(aq)\ + 2 H2O}}}
{\displaystyle {\ce {SrCO3(s)\ + 2 HCl(aq) -> SrCl2(aq)\ + CO2(g)\ + H2O}}}
ストロンチウムと塩素の元素単体は激しく反応し塩化ストロンチウムを生成する。
工業的には上記の他に、炭酸ストロンチウムと塩化カルシウムを混合して溶融し、これを水で抽出した後濃縮する方法も用いられる。

## 用途
塩化ストロンチウムそのものには大規模な用途はなく、他のさまざまなストロンチウム化合物の合成に用いられる。硫酸ストロンチウムが難溶性であるため、塩化ストロンチウムは塩化バリウムと同様に硫酸イオンの検出に使えるが、硫酸ストロンチウムの溶解度は硫酸バリウムよりも高いために検出限界は劣る。
{\displaystyle {\ce {SrCl2(aq)\ + SO4^{2-}(aq) -> SrSO4(s)\ + 2Cl^-(aq)}}}
塩化ストロンチウムはしばしば花火の着色（赤色）に用いられる。ガラス製造や冶金への用途も知られる。歯周病を防ぐため、歯磨き粉に添加されることがある。strontium chlorii の名でホメオパシーに用いられる。
骨がんの治療に用いられる放射性同位体 89Sr は、通常 89SrCl2 の形で投与される。
水族館で用いられる海水には微量の塩化ストロンチウムを加える必要がある。これは元々天然海水に微量のストロンチウムイオンが含まれ、ある種のプランクトンの外骨格の形成に使われるためである。

## 注意
塩化バリウムよりも毒性は低いものの、塩化ストロンチウムは注意深く扱わなければならない。